# Lorenço Magno

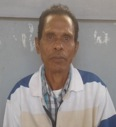
Lorenço Magno

Lorenço Magno (* 1. Januar 1956 in Ainaro, Portugiesisch-Timor) ist ein osttimoresischer Unabhängigkeitsaktivist.
Magno war in der indonesischen Besatzungszeit ein Unterstützer des Widerstands. 1989 versteckte er für mehr als zwei Monate Ma'huno Bulerek Karathayano, den späteren Kommandeur der Forças Armadas de Libertação Nacional de Timor-Leste (FALINTIL), im Garten hinter seinem Haus in der Aldeia Aimerleu (Suco Leolima). Magno wurde dafür 2016 mit der Medal des Ordem de Timor-Leste ausgezeichnet.